# Henrik Pfanberški
Henrik Pfanberški (pred 1241 – 24. julij 1282) je bil Pfanberški grof. Bil je deželni glavar Štajerske od leta 1253 do 1254 in višji sodnik Štajerske od 1276 do 1279.

## Življenje
Bil je sin grofa Ulrika II. Pfanberškega († 1249) in zadnje grofica iz Lebenaua. Imel je pomembno vlogo v političnem življenju na Štajerskem v kaotičnem obdobju med smrtjo Friderika II., zadnjega avstrijskega vojvode iz rodu Babenberžanov leta 1246 in smrtjo Otokarja II. Češkega leta 1278. Henrikova vloga je bila veliko bolj izrazita kot vloga njegovih bratov Ulrika, Bernarda in Siegfrieda.
V sporu med Filipom Spanheimskim, ki je bil izvoljen za salzburškega nadškofa, in goriškim in tirolskim grofom Majnhardom I. sta se Henrik in njegov brat Bernard sprva postavila na stran Filipa Spanheimskega, da bi zaščitila svoje fevde na Koroškem, Štajerskem in v Salzburgu. Ohranila se je listina o njuni zvezi, ki je bila pečatena 1. junija 1250 v Fohnsdorfu; in v kateri so navedeni številni vazali Pfanberških kot poroki. Njihov položaj v poznejših letih je manj jasen. Henrika je podkupil madžarski kralj Bela IV, ki je poskušal svojega sina postaviti za štajerskega vojvodo. Leta 1252 se je Ulrik postavil na stran Otokarja, ki je do takrat vladal Avstriji. Ulrik naj bi deloval v imenu vseh štirih bratov.
Leta 1253 se je Otokar naselil na Štajerskem. Henrika je imenoval za deželnega glavarja Štajerske in se vrnil na Češko. Bela IV. je nato napadel Češko, v vojni, ki je sledila, pa je bil ubit Otokarjev oče, češki kralj Vaclav I. Vojno se je končala z Budimska pogodba iz leta 1254, v kateri je Otokar Beli odstopil Štajersko. 

### Pod ogrsko oblastjo
Leta 1256 je papež Aleksander IV. štajerskemu vojvodi kralja Beli naročil, da zaščiti samostan sv. Pavla pred grofoma Siegfriedom in Henrikom Pfanberškima, ki sta samostanu z ropom povzročila veliko škodo.
26. maja 1259 je ogrski princ Štefan kot madžarski upravitelj vodil sodni zbor v Gradcu, na katerem so potrdili privilegije samostanu Rein; med pričami najdemo tudi grofa Bernarda in Henrika Pfanberška. Na istem sodišču je bil Henrik obsojen plačati odškodnino samostanu Rein za povzročeno škodo. Po štajerski vstaji proti madžarski vladavini konec leta 1259 je sledila vojna med kraljem Otokarjem in kraljem Belo, ki se je leta 1260 končala z bitko pri Kressenbrunnu in odstopom Štajerske Otokarju. Henrik je bil med vstajniki.

### Pod češko oblastjo
Konec leta 1260 se je češki kralj Otokar poklonil Gradcu in mu potrdil njegove privilegije; prva med pričami sta grofa Bernard in Henrik Pfanberška, za njima pa še drugi iz Štajerske, Avstrije in Češke. Istega leta 24. decembra sta bila na sodnem naroku pred štajerskem vojvodi Otokarju in koroškem vojvodi Ulriku, na pritožbo Gerharda opata samostana sv. Pavla, oba brata Pfanberška obsojena, da se odrečeta odvetništvu nad samostanom. Leta 1261 sta bila oba grofa obsojena, da ne smeta nadalje ovirati samostana Rein pri uporabi posesti nekdanjega gradu Helfenstein (blizu Reina, ki ga je porušil vojvoda Friderik II.). Leta 1264 so bili Pfanberški vpleteni v spopad s Krško škofijo. Spor o gradu Albeck in njegovi posesti, ki ga je začel že Henrikov pra-stric Ulrik I. Pegavski, je bil rešen konec tega leta. Leta 1268 sta morala oba grofa skupaj z drugimi štajerskimi plemiči sodelovati v Otokarjevem vojnem pohodu proti Prusom in Litovcem leta 1267/68, ki je od vseh zahtevala velike žrtve, a kljub temu ostala neuspešna. Nezadovoljstvo med Štajerci je postajalo vse glasnejše, zlasti ker je Otokar leta 1265 že zasedel vojvodsko posest, odvzeto plemstvu. Friderik Ptujski, čeprav spodnji Štajerc in nečak Pfanberških, je obtožil Bernarda Pfanberškega zarote proti kralju Otokarju, pri čemer naj bi bil Hartnid Wildonski kot zaupnik ter Wulfing Stubenberški in Ulrik Liechtensteinski kot udeleženca. Posledično so bili ti štirje in Henrik zaprti in prisiljeni prepustiti svoje gradove. Grof Bernard je bil zaprt na gradu Pürglein na Češkem, Henrik pa na gradu Frein na Moravskem. Svobodo sta dobila okoli Velike noči leta 1269 proti izročitvi gradov Pfannberg, Peggau, Strasseck in Löschenthal, ki jih je Otokar ukazal porušiti. Poleg teh grajskih gospostev so izgubili še Sv. Peter pri Judenburgu, Kaisersberg med Leobnom in Knittelfeldom ter Rabenstein. 
Ob Otokarjevi vojni proti Madžarski leta 1271 je grofu Henriku uspelo doseči, da je Otokar štajerskemu plemstvu obljubil, da bo vrnil njihovo zaseženo posest in gradove. Po smrti grofa Bernarda Pfanberškega leta 1271 je bil Henrik izključni lastnik posesti Pfanberških.
Leta 1276 je prišlo do Reinska prisega štajerskih plemičev proti Otokarju z vodilnim mestom Henrika Pfanberškega. Takoj so osvojili štajerske gradove in mesta ter izgnali češko okupacijo. Grof Henrik Pfanberški je vdrl v mesto Judenburg. Henrik se je nato s svojimi 300 možmi in drugimi štajerskimi plemiči pridružil Majnhardu Tirolsko-Goriškemu, ki so medtem Koroško in Kranjsko osvobodili češke okupacije, in se napotili v Avstrijo, da bi se pridružili in združili moči z nemškim kraljem Rudolfom Habsburškim. Kralj Rudolf I. Habsburški je zaradi posebnih zaslug na vrh uprave Štajerske imenoval grofa Henrika Pfanberškega kot deželnega glavarja in Friderika Ptujskega kot deželnega kapitana. V naslednjih letih lahko najdemo grofa Henrika kot pričo v najpomembnejših kraljevskih odlokih. V odločilni bitki na Moravskem polju (Marchfeldu) leta 1278 je grof Henrik Pfanberški sodeloval s 100 vitezi. Na začetku bitke se je kljub visoki starosti vrgel v boj in med prvimi utrpel hudo rano.

### Pod habsburško oblastjo
Grof Henrik Pfanberški je 13. junija 1278  sklenil pogodbo z opatom Hermanom Opatije Šent Pavel, ki mu je dal fevde, ki jih je imel pokojni Oto Dravograjski (Unterdrauburg) , in sicer grad Mahrenberg in odvetništvo na Remšniku "v hribih in dolini", vključno z gradom in mitnico Dravograd. Hkrati pa se je odrekel odvetništvu nad samostanom. Poleg tega je samostanu podaril lastno posest v Bistrici na Dravi pri Mariboru, med Selnico in Viltušem) in druge pravice v Labotski dolini pod pogojem, da bodo dodeljene njemu in njegovim sinovom. Med letoma 1278 in 1282 je grof Henrik s soglasjem kralja Rudolfa ustanovil trg Frohnleiten kot deželnoknežjo posest, ki je moral skrbeti tudi za novozgrajeni most na Muri. 
Leta 1282 je grof Henrik omenjen le v dveh dokumentih: 17. marca je izdal privilegij oprostitve mitnine na mitnici v Dravogradu za živila za samostan Mahrenberg. 26. marca pa je v Trušnjah prodal Majnhardu iz Zeiselstorfa  grad Pukštajn ( Puchenstein ö. Unterdrauburg). Po samostanski knjigi mrtvih v Reinu je umrl 24. julija 1282.

## Poroka in otroci
Leta 1260 se je Henrik poročil z Nežo Plain-Hardeško, hčerko (ali sestro) grofa Konrada III. (1230–1260). Nežina mati je bila Evfemija Ortenburška. Neža je nazadnje omenjena v zapisu z dne 10. aprila 1298 v Ehrenhausenu, ko je svojo doto, in sicer grad Loschental v Labotski dolini in stolp v Labotu z vsemi pripadajočimi pritiklinami, podarila salzburški nadškofiji v zameno za nadškofove molitve za odrešenje njene duše.
Henrik in Neža sta imela tri otroke:
- Herman († 1287), poročen z Elizabeto, hčerko Ulrika II. Vovbrškega in Neže Badenske
- Rajnold († 1292), opat v Opatiji Rein (1280–1292)
- Ulrik IV. (1261 – po 1318), poročen z Margareto (1268 – 8. december 1292), drugo hčerko Ulrika II. Vovbrškega in Neže Badenske